# Ménil-la-Tour
Ménil-la-Tour település Franciaországban, Meurthe-et-Moselle megyében. Lakosainak száma 342 fő (2022. január 1.). Ménil-la-Tour Andilly, Bouvron, Lagney, Royaumeix és Sanzey községekkel határos.

## Népesség
A település népességének változása:
| Lakosok száma | 165  | 204  | 272  | 295  | 332  | 336  | 336  | 337  | 337  | 342  |
|               | 1968 | 1982 | 1990 | 2006 | 2013 | 2015 | 2017 | 2019 | 2020 | 2022 |